# Baden-Baden
Baden-Baden er en by i Tyskland i delstaten Baden-Württemberg med godt 54.000 indbyggere. Byen ligger på vestsiden af Schwarzwald ved bredden af floden Oos i landkreisen Karlsruhe.

## Historie
Kilderne i Baden-Baden var kendt allerede af romerne. Byen fik navnet Aurelia Aquensis til ære for kejser Aurelius Severus. Endnu ses små stykker af antikke skulpturer i byen, og i 1847 blev resterne af et godt bevaret romersk dampbad opdaget lige neden for Neues Schloss.
Byen hed Baden i middelalderen. Fra 1300-tallet til slutningen af 1600-tallet var Baden residens for markgreverne af Baden, som lagde navn til byen. De boede først i Schloss Hohenbaden (det gamle slot), som man kan se ruinerne af på en ås over byen, men i 1479 flyttede de til Neues Schloss, som ligger på en bakke nærmere byen, og som er kendt for den underjordiske fangekælder. Under Trediveårskrigen blev Baden-Baden hårdt ramt særligt af franskmændene, som plyndrede byen i 1643 og brændte den ned til grunden i 1689. Markgreve Ludvig Vilhelm flyttede til Rastatt i 1706.
I 1931 fik byen officielt det dobbelte navn Baden-Baden («Baden i (delstaten) Baden»). Byen slap gennem begge verdenskrige uden de store ødelæggelser. Under 2. verdenskrig lå der en underafdeling af koncentrationslejren Flossenbürg i byen.  Efter krigen var Baden-Baden hovedkvarter for de franske okkupationsstyrker i Tyskland og lejr for tvangsflyttede civile.
Den russiske forfatter Fjodor Dostojevskij skrev «Igrot» (Spilleren), mens han var afhængig af at spille på Baden-Baden Casino.

## Verdensarv fra 2021
Den 24. juli 2021 indskrev UNESCO Baden-Baden som verdensarv, og byen blev én af de 11 byer i Europas store kurbadesteder. 
- Fjodor Dostojevskij

## Eksterne kilder og henvisninger
- Wikimedia Commons har flere filer relateret til Baden-Baden
- Byens websted

1. ↑  Christine O'Keefe.Concentration Camps. www.tartanplace.com/tartanhistory/concentrationcamps.html